# UGC 3
UGC 3 es una galaxia espiral barrada localizada en la constelación de Pegaso.